# Bezirk Laibach

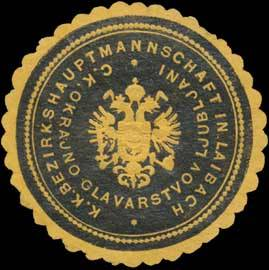
Siegelmarke C.K. Okrajno glavarstvo v Ljubljani / Bezirkshauptmannschaft in Laibach

Der Bezirk Laibach (auch: Bezirk Laibach Umgebung oder Bezirk Laibach Land) war ein Politischer Bezirk im Herzogtum Krain. Der Bezirk umfasste Teile der Oberkrain um die Stadt Laibach, Sitz der Bezirkshauptmannschaft (slowenisch Okrajno glavarstvo v Ljubljani) war die Stadt Laibach (Ljubljana).
Das Gebiet wurde nach dem Ersten Weltkrieg im Zuge des Vertrags von Saint-Germain 1919 Jugoslawien zugeschlagen und ist seit 1991 Teil der Republik Slowenien.

## Geschichte
| Jahr | Fläche (km²) | Ein- wohner | Slowenisch- sprachige | Deutsch- sprachige |
| ---- | ------------ | ----------- | --------------------- | ------------------ |
| 1880 |              | 54.057      | 53.289                | 593                |
| 1890 |              | 57.669      | 56.761                | 632                |
| 1900 | 913,28       | 59.828      | 58.744                | 879                |
| 1910 | 905,42       | 62.072      | 61.290                | 391                |

Die modernen, politischen Bezirke der Habsburgermonarchie wurden 1867/68 im Zuge der Trennung der politischen von der judikativen Verwaltung geschaffen.
Der Bezirk Laibach wurde dabei per 10. März 1867 aus den Gerichtsbezirken Laibach (slowenisch Sodnijski okraj Ljubljana) und Oberlaibach (Vrhnika) gebildet, wobei die Stadt Laibach nicht Teil des Bezirks war.
Im Bezirk Laibach lebten 1869 50.519 Personen, wobei der Bezirk 8021 Häuser beherbergte.
Der Bezirk wies 1880 eine anwesende Bevölkerung von 54.057 Personen auf, wobei 53.289 Menschen Slowenisch und 593 Menschen Deutsch als Umgangssprache angaben.
1910 wurden für den Bezirk 62.072 Personen ausgewiesen, von denen 61.290 Slowenisch (98,7 %) und 391 Deutsch (0,6 %) sprachen.
Durch die Grenzbestimmungen des am 10. September 1919 abgeschlossenen Vertrages von Saint-Germain wurde der Bezirk Laibach zur Gänze dem Königreich Jugoslawien zugeschlagen.